# Dobrý proti severáku
Dobrý proti severáku (německy Gut gegen Nordwind) je román rakouského autora Daniela Glattauera, jde o variaci na epistolární román, je psán v e-mailech. Vyšel v roce 2006, v Česku roku 2010 v překladu Ivy Kratochvílové. Roku 2009 (v Česku roku 2012), na přání fanoušků, vyšlo pokračování Každá sedmá vlna (Alle sieben Wellen).

## Nástin děje
Emmi Rothnerová si chtěla přes internet zrušit předplatné časopisu Like. Díky překlepu ale její e-mail dostane Leo Leike. Protože mu Emmi dál posílá e-maily, upozorní ji Leo na její omyl. Začne tak mezi nimi nezvyklá korespondence, jakou lze vést jen s osobou naprosto neznámou.
Časem se oba víc a víc sbližují, Emmi má rodinu, manžela Bernarda a dvě děti (čtrnáctiletého syna a devatenáctiletou dceru). Leo žije, po rozchodu s Marlene, sám. Jejich emailový vztah ústí v osobní setkání, oba se ale zdráhají, hlavně Leo se osobního setkání obává, nechce si tím zničit představu o „virtuální“ Emi. Nakonec se sice střetnou ve veletržní kavárně Huber, ale nepoznají se, Leo totiž přišel se svou sestrou, a tak ho Emmi nemohla poznat, neviděli se totiž ani na fotce.
Po tomhle (ne)shledání si dopisují o tom, zda se poznali, či nepoznali. Virtuální vztah se stává téměř až poněkud komplikovaným "milostným vztahem", do kterého se později vloží i Bernard (s Emmi mají vcelku nudné manželství), napíše Leovi, ať se s Emmi setká, protože poté, co Leo přestal Emmi psát je Emmi nešťastná a zoufalá. Manželovi o svém „vztahu“ pochopitelně neřekla, Bernard si s velkými výčitkami přečetl její emaily. Leo o ničem Emmi neřekne a domluví se na setkání u Lea v bytě, Emmi si to ale na poslední chvíli rozmyslí a k setkání nedojde. Na což Leo zareaguje, tak že si v emailu nastaví automatické mazání zpráv a automatickou odpověď.
Poté odjíždí na naplánovanou služební cestu do Bostonu.

## Zajímavost
- Název knihy značí, to, že Emmi někdy nemůže spát, proto, že ji budí vítr severák, který na ni fouká, v té době jde psát Leovi. Leo je tedy pro Emmi dobrý proti severáku.